# Aa hartwegii
Aa hartwegii är en orkidéart som beskrevs av Leslie Andrew Garay. Aa hartwegii ingår i släktet Aa och familjen orkidéer. Inga underarter finns listade i Catalogue of Life.